# Arnold Schwarzenegger
Arnold Schwarzenegger (Thal, Austrija, 30. srpnja 1947.) austrijsko-američki filmski glumac, političar i body builder, od 17. studenog 2003. do 3. siječnja 2011. bio je guverner američke savezne države Kalifornije.
Schwarzenegger je bio jedan od najpopularnijih filmskih glumaca, posebice akcijskog žanra, u osamdesetim i devedesetim godinama 20. stoljeća, a najpoznatiji je po ulozi kiborga Terminatora u istoimenom filmu.

## Životopis
Arnold Schwarzenegger rođen je u mjestašcu Thal u pokrajini Štajerskoj, šest kilometara udaljenom od Graza, u obitelji Gustava i Aurelie Schwarzenegger.

### Body building karijera
Od rane mladosti bavio se fitnesom i body buildingom. U Sjedinjene Države je odselio 1968. godine s 20 dolara u džepu i bez znanja engleskog jezika. 
Kao body builder osvojio je pet titula Mr. Universe i ukupno sedam Mr. Olympia naslova, od čega šest uzastopnih u razdoblju od 1970. – 1975. te je bio proglašen za estetski najproporcionalnijeg čovjeka na svijetu i 1980. Gotovo čitavo desetljeće dominirao je body building scenom zaradivši laskavi nadimak "Austrijski hrast" (Austrian Oak).

### Filmska karijera
Osim u body buildingu, izgrađivao se i na drugim poljima. Godine 1979. diplomirao je međunarodni marketing i poslovni menadžment na Sveučilištu u Wisconsinu, a 1983. postao je američkim državljaninom.
Ostvarivši sve što je mogao u sportu, okrenuo se filmskoj industriji. Filmski prvijenac ostvario je 1969. godine u niskobudžetnom filmu Herkul u New Yorku, potpisan kao Arnold Strong, jer je njegovo prezime bilo teško izgovorljivo.
Godine 1976. ostvario je ulogu u filmu Stay Hungry, uz Jeffa Bridgesa i za tu je ulogu dobio Zlatni globus za najbolji debut.
O njegovim sportskim uspjesima snimljen je 1977. godine dokumentarac Pumping Iron koji mu je osigurao još veću prepoznatljivost i otvorio nove prilike. Poslije još nekoliko manjih ulogu, veliku priliku dobio je 1982. godine odigravši glavnu ulogu u pustolovno-fantastičnom filmu Conan barbarin redatelja Johna Miliusa. Dvije godine kasnije snimio je i nastavak pod nazivom Conan razarač.
Svoju najpoznatiju ulogu ostvario je znanstveno-fantastičnim filmom Jamesa Camerona Terminator i njegova dva nastavka, a u njegove poznatije uloge ubrajaju se i one u filmovima Predator i Totalni opoziv.
Početkom 1990-ih slovio je kao jedan od najvećih akcijskih junaka što je potvrdio filmovima Terminator 2: Sudnji dan (1991.) i Istinite laži (1994.). Iako je imao komercijalni podbačaj s filmom Posljednji akcijski junak, uspješno se snašao i u komedijama (Blizanci, Policajac iz vrtića, Junior), što mu je omogućilo zadržavanje na vrhu.
Među ostale značajnije filmove s kraja 90-ih i početka 21. stoljeća ubrajaju se Osveta (2002.) i Terminator 3: Pobuna strojeva (2003.). Nakon toga preuzeo je položaj guvernera Kalifornije i povukao se iz filmske industrije. Međutim 2010. nakratko se pojavljuje u Stalloneovom filmu Plaćenici, a u 2012. se također pojavljuje u nastavku u podužoj ulozi u filmu. (2013.) nakon 10 godina Schwarzenegger se pojavljuje opet u glavnoj ulozi i to kao Šerif malog gradića zvanog Sommerton Junction u filmu Posljednja bitka. Te godine snimljen je još jedan film Plan za bijeg gdje Schwarzenegger prvi put glumi zajedno sa Sylvesterom Stalloneom, a oba su u glavnim ulogama. Za (2014.) najavljena su još dva filma, Sabotaža i treći nastavak Plaćenika.

### Privatni život
U travnju 1986. godine oženio se TV novinarkom Marijom Shriver, rođakinjom Kennedyjevih s kojom ima četvero djece, kćeri Katherine Eunice (r. 1989.) i Christina Maria Aurelia (r. 1991.) i sinove Patricka (r. 1993.) i Christophera Sargenta (r. 1997.).

## Odabrana filmografija
| Godina | Film                          | Uloga                               | Bilješke                   |
| ------ | ----------------------------- | ----------------------------------- | -------------------------- |
| 1970.  | Herkul u New Yorku            | Herkul                              | potpisan kao Arnold Strong |
| 1977.  | Pumping Iron                  | Arnold Schwarzenegger               | dokumentarac               |
| 1979.  | Cactus Jake                   | Zgodni stranac                      |                            |
| 1982.  | Conan barbarin                | Conan                               |                            |
| 1984.  | Conan razarač                 | Conan                               |                            |
| 1984.  | Terminator                    | Terminator                          |                            |
| 1985.  | Crvena Sonja                  | Kalidor                             |                            |
| 1985.  | Commando                      | John Matrix                         |                            |
| 1986.  | Sirovi ugovor                 | Mark Kaminsky aka Joseph P. Brenner |                            |
| 1987.  | Predator                      | Alan 'Dutch' Schaeffer              |                            |
| 1987.  | Trkač                         | Ben Richards                        |                            |
| 1988.  | Crveno usijanje               | satnik Ivan Danko                   |                            |
| 1988.  | Blizanci                      | Julius Benedict                     | komedija                   |
| 1990.  | Totalni opoziv                | Douglas Quaid/Hauser                |                            |
| 1990.  | Policajac iz vrtića           | Det. John Kimble                    | komedija                   |
| 1991.  | Terminator 2: Sudnji dan      | Terminator                          |                            |
| 1993.  | Posljednji akcijski junak     | Jack Slater                         |                            |
| 1994.  | Istinite laži                 | Harry Tasker                        |                            |
| 1994.  | Junior                        | Dr. Alex Hesse                      | komedija                   |
| 1996.  | Brisač                        | John Kruger                         |                            |
| 1996.  | Luda božićna zvona            | Howard Langston                     | komedija                   |
| 1997.  | Batman i Robin                | Mr. Freeze                          |                            |
| 1999.  | Početak kraja                 | Jericho Cane                        |                            |
| 2000.  | Šesti dan                     | Adam Gibson                         |                            |
| 2002.  | Osveta                        | Gordy Brewer                        |                            |
| 2003.  | Terminator 3: Pobuna strojeva | Terminator                          |                            |
| 2004.  | Put oko svijeta za 80 dana    | Princ Hapi                          |                            |
| 2010.  | Plaćenici                     | Trent Mauser                        | cameo uloga, nepotpisan    |
| 2012.  | Plaćenici 2                   | Trent Mauser                        |                            |
| 2013.  | Posljednja bitka              | Sheriff Ray Owens                   |                            |
| 2013.  | Plan za bijeg                 | Swan Rottmayer                      |                            |
| 2014.  | Sabotaža                      | John Breacher Wharton               |                            |
| 2014.  | Plaćenici 3                   | Trent Mauser                        |                            |

## Zanimljivosti
- Zaštitni znak u mnogim filmovima mu je poznata rečenica I'll be back.[1]
- Redatelj Terminatora (1984.) James Cameron želio ga je prvotno angažirati za ulogu Kylea Reesa, no Schwarzenegger ga je nagovorio da mu prepusti ulogu kiborga.[1]
- Schwarzenegger je odbio ulogu u filmu Umri muški (1988.), koju je naposljetku dobio Bruce Willis. U jednoj sceni u filmu, John McClane kaže teroristima da ima dovoljno eksploziva da pošalje Schwarzeneggera u orbitu.[1]
- Drugi je glumac izabran za guvernera Kalifornije. Prvi je bio Ronald Reagan.[1]
- Lik Rainiera Wolfecastlea iz animiranog serijala Simpsoni kreiran je po njemu.[1]
- Schwarzeneggerovi filmovi glavna su tema sastava ArnoCorps i Austrian Death Machine